# Friedrich Dollmann
Friedrich Dollmann (ur. 2 lutego 1882 w Würzburg, Królestwo Bawarii, Cesarstwo Niemieckie, zm. 28 czerwca 1944 w Le Mans, okupowana Francja) – niemiecki wojskowy, generał pułkownik, dowódca 7 Armii i obrony Cherbourga. Weteran I i II wojny światowej.

## Biografia
Służył w czasie obu wojen światowych. Za swoją służbę został odznaczony Krzyżem Rycerskim Krzyża Żelaznego z Liśćmi Dębu. W czerwcu 1944 r. walczył we Francji jako dowódca 7 Armii. Zmarł na atak serca 28 czerwca po informacji, że czeka go sąd wojenny za utratę Cherbourga.

## Odznaczenia
- Krzyż Żelazny (1914) 
  - II klasa
  - I Klasa
- Zapinka do Krzyża Żelaznego
  - II klasa
  - I Klasa
- Bawarski Medal Jubileuszowy Księcia-Regenta Leopolda
- Bawarski Order Zasługi Wojskowej - IV klasy z Mieczami
- Bawarski Order Zasługi Wojskowej - II klasy
- Wehrmacht-Dienstauszeichnung 
  - IV klasy
  - I klasy
- Krzyż Honorowy
- Krzyż Rycerski Krzyża Żelaznego z Liśćmi Dębu
  - Krzyż Rycerski - 24 czerwca 1940
  - Liście Dębu - 1 lipca 1944

## Literatura
- Harrison, George A., Cross-Channel Attack. The United States Army in World War II: The European Theater of Operations, 1951. Washington, D.C., 1970.
- Ryan, Corneilius. The Longest Day, Nowy Jork, 1949.